# Saint-Gédéon-de-Beauce
Saint-Gédéon-de-Beauce är en kommun i provinsen Québec i Kanada. Den ligger i regionen Chaudière-Appalaches, i den sydöstra delen av landet, 400 km öster om huvudstaden Ottawa.